# La Cardosa
La Cardosa es una entidad de población española del municipio de Cervera, perteneciente a la provincia de Lérida, en la comunidad autónoma de Cataluña.

## Toponimia
El lugar puede aparecer referido como «La Cardosa» y «Cardosa».

## Historia
Hacia mediados del siglo XIX, el lugar tenía contabilizada una población de veintiún habitantes. Aparece descrito en el quinto volumen del Diccionario geográfico-estadístico-histórico de España y sus posesiones de Ultramar de Pascual Madoz con las siguientes palabras:

CARDOSA: l. que forma ayunt. con Cedó y tiene alc. p., en la prov. de Lérida (12 horas), part. jud. de Cervera (3/4), aud. terr. y c. g. de Cataluña (Barcelona 22), dióc. de Seo de Urgel: sit. en terreno llano, combatido principalmente por el viento N., y el clima aunque frio es saludable. Tiene 9 casas y una buena igl. dedicada á los Santos Apóstoles, la cual sirve un beneficiado con la obligacion de enseñar la doctrina cristiana á los niños del l. Detras de la misma se halla el cementerio capaz y bien ventilado. El térm. se estiende de N. á S. 3/4 de leg. é igual dist. de E. á O.; confinando por N. con Cedó á 1/2; E. con Cervera á 3/4; S. con la misma c. á igual dist., y O. con la Curullada tambien á 1/2 como el primero. El terreno en general es de buena calidad, atravesando por él los caminos que dirigen á los pueblos limítrofes de herradura y en buen estado: el correo lo reciben los mismos interesados de la c. de Cervera todos los dias. prod.: trigo, vino, aceite y algunas legumbres; mantiene el ganado vacuno indispensable para la labranza y hay caza de conejos, perdices y liebres. pobl.: 3 vec. 21 alm. cap. imp. 11,520 rs. contr.: el 14'28 por 100 de esta riqueza. presupuesto municipal. 320 rs. que se cubren por reparto vecinal.
(Madoz, 1846, p. 559)

En la actualidad, pertenece al municipio de Cervera. En 2022, la entidad singular de población tenía empadronados ocho habitantes y el núcleo de población, ninguno.